# Hyalinoecia incubans
Hyalinoecia incubans är en ringmaskart som beskrevs av Orensanz 1990. Hyalinoecia incubans ingår i släktet Hyalinoecia och familjen Onuphidae.
Artens utbredningsområde är havet kring Nya Zeeland. Inga underarter finns listade i Catalogue of Life.